# Wieża Bismarcka w Lęborku
Wieża Bismarcka w Lęborku – wieża Bismarcka, znajdująca się w woj. pomorskim, w Lęborku, na wzniesieniu we wschodniej części miasta, w parku Bolesława Chrobrego. Jedna z najbardziej charakterystycznych budowli w krajobrazie Lęborka.
Lęborska wieża Bismarcka została zaprojektowana i wykonana jako obiekt wielofunkcyjny. Oprócz roli pomnika i punktu widokowego pełniła i pełni nadal funkcję wieży ciśnień;  ponadto w dolnej części funkcjonowała restauracja. 
Wieża wybudowana jest na planie czworoboku. Dodatkowo w narożniku szczytu znajduje się nieduża, owalna wieżyczka. W okresie międzywojennym na szczycie wieżyczki zamontowany był reflektor lotniczy, świecący pionowo w górę i wykorzystywany m.in. jako znak orientacyjny dla samolotów latających na trasie Królewiec – Berlin. Restauracja w dolnej części wieży funkcjonowała jeszcze w latach 60. XX w., a sam obiekt przez wiele lat był zamknięty i niszczał. W 1993 został rozebrany budynek przylegającej restauracji.
Od 2014 miasto planowało rewitalizację wieży. Realizacja zadania została zakończona w 2019, w jej efekcie do budowli dostawiono modernistyczną dobudówkę ze szkła i aluminium. Wywołało to liczne protesty społeczne ze strony osób uważających, że nastąpiło w ten sposób trwałe zeszpecenie obiektu.